# Sophie Maslow

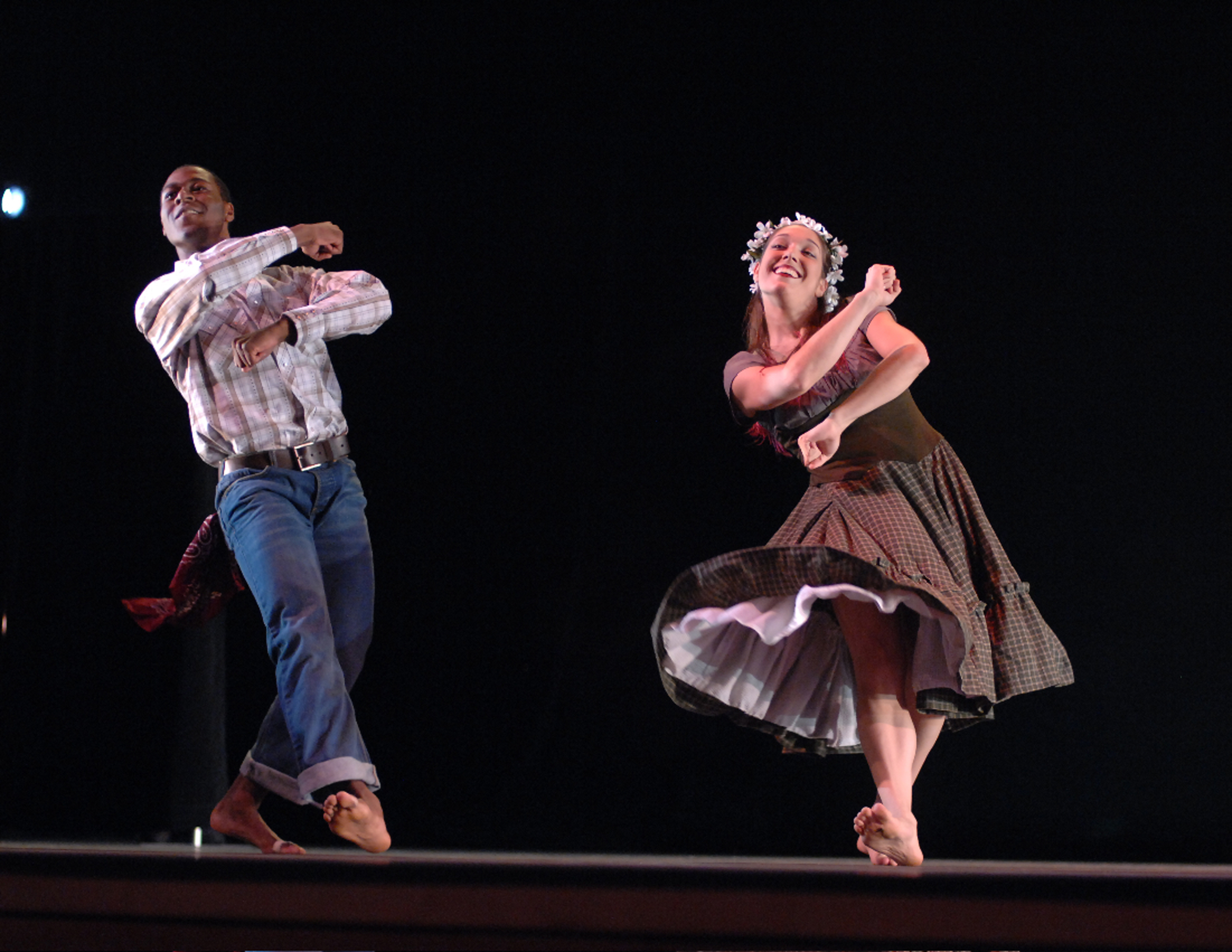
"Folksay" eseguito dal CityDance Ensemble

Sophie Maslow (New York, 22 marzo 1911 – Manhattan, 25 giugno 2006) è stata una coreografa, ballerina e insegnante statunitense, membro fondatore del New Dance Group. Era cugina di primo grado dello scultore americano Leonard Baskin.

## Biografia
Nata a New York nel 1911 da genitori russi americani, Sophie Maslow iniziò la sua formazione di danza con Blanche Talmud alla Neighborhood Playhouse School. Tra i suoi insegnanti c'erano Martha Graham e Louis Horst. Divenne membro della Martha Graham's Company nel 1931, esibendosi in numerosi ruoli solisti, fino al 1943. Creò la sua compagnia di danza, la Sophie Maslow Dance Company e, con Jane Dudley e William Bales, fondò il Trio Dudley-Maslow-Bales nel 1942. La Maslow contribuì a definire e fondare il New Dance Group come un'entità artistica dedicata all'utilizzo della danza per fare dichiarazioni sociali e politiche. Nel 1948 si esibì e fu membro della facoltà al primo American Dance Festival tenutosi al Connecticut College.
Le coreografie della Maslow comprendono: Dust Bowl Ballads che dipinse la Depressione degli anni '30 e il popolo del Sud-Ovest durante questi periodi di magra, Folksay, basato sull'omonimo poema di Carl Sandburg, Poem, con musiche di Duke Ellington e le parole di Lawrence Ferlinghetti e il musical off-Broadway The Big Winner su un povero sarto e il suo biglietto della lotteria vincente. Nel 1951 fece coreografie per la New York City Opera (The Dybbuk). Nel 1952, 1955, 1956 e 1960-62, Maslow coreografò i festival di Chanukkah tenuti al Madison Square Garden.
Le sue danze sono state ricostruite ed eseguite da CityDance Ensemble, The Harkness Ballet, la Batsheva Dance Company e The Bat-Dor Company. La voce e l'altruismo di Sophie Maslow rimangono un'ispirazione per il New Dance Group Arts Center.
La Maslow era ebrea.
Morì il 25 giugno 2006 a Manhattan all'età di 95 anni.

## Lavori coreografici scelti
- Themes from a Slavic People (1934) musica: Béla Bartók
- Two Songs About Lenin (1934)
- May Day March (1936)
- Runaway Rag (1938)
- Silicosis Blues (1939)
- Dust Bowl Ballads (1941) musica: Woody Guthrie
- Sarabande (1941)
- Melancholia (1941)
- Exhortation (1941)
- Gigue (1941)
- Bourée (1941)
- Folksay (1942) musica: Woody Guthrie, testo parlato: The People, Yes di Carl Sandburg
- Llanto (1944)
- Champion (1948) musica: Samuel Matlowsky
- The Village I Knew (1950)
- Four Sonnets (1951)
- Snow Queen (1952)
- Suite:Manhattan Transfer (1953)
- Israel in Dance and Song (1953)
- Celebration (1954)
- The Gentleman from Cracow (1955)
- Anniversary (1956)
- Prologue (1959)
- Poem (1963) musica: Duke Ellington, poesia di Lawrence Ferlinghetti
- The Dybbuk (1964)
- In the Beginning (1965)
- Innovacation of David (1966)
- Ladino Suite (1969)
- Country Music (1971)
- Touch the Earth (1973)
- Decathlon Etude (1976)
- Voices (1980) musica: Robert Schumann
- Woody Sez (1980) musica: Woody Guthrie
- From Louis' Book (1985) [music-bach]